# テオレーマ
テオレーマ（欧字名:Teorema、2016年2月2日 - ）は、日本の競走馬。主な勝ち鞍は2021年のJBCレディスクラシック、マリーンカップ、2022年のTCK女王盃。
馬名の意味は、スペイン語で定理。

## 戦績

### 3歳（2019年）
栗東の石坂正厩舎に入厩し、1月20日の3歳新馬戦（京都芝1600m）でデビュー。初戦は11着に敗れる。2戦目からダートを使われ、未勝利戦で上がり最速に脚で2着に入る。続く未勝利戦を牝馬限定ではあるものの、先手を取ると後続に7馬身差をつけ逃げ切り、初勝利を挙げる。昇級初戦、3歳500万下で1番人気に推されるが、勝ち馬から3.0秒差離された11着と惨敗に終わる。古馬との初対戦となった3歳以上1勝クラスは5着と盛り返し、4か月ぶりとなった3歳以上1勝クラスで3着、次走は6着と着順を落とすが、続く3歳以上1勝クラスは勝ち馬に半馬身差で敗れて2着となった。

### 4歳（2020年）
4歳初戦、4歳以上1勝クラスは2番手から最後交わされ1馬身3/4差の2着。5頭立てという小頭数のなか1.4倍と断然人気となった4歳以上1勝クラスは先に抜け出したリーピングリーズンをアタマ差捕らえて1着、2勝目を飾った。昇級戦となった尾瀬特別は4着、続く麒麟山特別は11着に敗れる。昇級3戦目、天草特別で3着に入ると、次走の3歳以上2勝クラスでいったんは先頭に立ったが、ダンツエリーゼの追い込みにクビ差交わされ2着と惜敗。続く西湖特別は後方から唯一上り36秒台の決め手で追い込み、4馬身差の完勝。3勝目を挙げた。次走、フォーチュンカップは昇級戦で1番人気となったがスズカフロンティアにハナ差の2着に敗れた。

### 5歳（2021年）
年が明け、5歳初戦豊前ステークスは不良馬場のなか、上り35.6の末脚で差し切り、2着ミステリオーソに3/4差をつけて1着、オープン昇級を果たした。2月28日、石坂調教師の定年により、息子の石坂公一厩舎に転厩となった。転厩初戦、初重賞挑戦が初ナイターとなったマリーンカップは7頭立てと小頭数となり、後方2番手から直線では外から一気の差し切りで2着のマドラスチェックに2馬身の差をつけ優勝、重賞初制覇を飾った。石坂厩舎にとっても開業4年目で初の重賞制覇となった。重賞連勝を狙ったスパーキングレディーカップは後方から伸びずに6着に敗れた。敗因に暑さによる熱中症を挙げた。3か月後、レディスプレリュードは1番人気となり、中団から追撃するもレーヌブランシュに2馬身半及ばず2着に敗れた。次走、金沢競馬場で行われたJBCレディスクラシックは1番人気に応え、道中中団の位置から徐々に進出し、直線では大外から前を行くマドラスチェック、リネンファッションを差し切って2馬身半差をつけて快勝。JpnI初制覇を飾った。

### 6歳（2022年）
6歳初戦となったTCK女王盃は中団後方からレースを進め、直線で外から各馬を差し切り、ショウナンナデシコにクビ差をつけて優勝、重賞3勝目を挙げた。その後、フェブラリーステークスに進んだが14着と大敗した。3月2日付けで競走馬登録を抹消され、現役を引退した。引退後は北海道浦河町の笠松牧場で繁殖牝馬となる予定。

## 競走成績
以下の内容は、netkeiba.comに基づく。
| 競走日     | 競馬場 | 競走名                | 格     | 距離（馬場）  | 頭 数 | 枠 番 | 馬 番 | オッズ （人気） | 着順 | タイム （上がり3F） | 着差 | 騎手        | 斤量 [kg] | 1着馬（2着馬）         | 馬体重 [kg] |
| ---------- | ------ | --------------------- | ------ | ------------- | ----- | ----- | ----- | --------------- | ---- | ------------------- | ---- | ----------- | --------- | ---------------------- | ----------- |
| 2019.01.20 | 京都   | 3歳新馬               |        | 芝1600m（稍） | 16    | 1     | 1     | 048.2（10人）   | 11着 | R1:39.0（37.2）     | -2.1 | 0国分優作   | 54        | アンドラステ           | 470         |
| 0000.02.09 | 京都   | 3歳未勝利             |        | ダ1800m（稍） | 10    | 1     | 1     | 023.80（6人）   | 02着 | R1:54.4（37.1）     | -0.4 | 0浜中俊     | 54        | ヘイセイラスト         | 464         |
| 0000.02.24 | 阪神   | 3歳未勝利             |        | ダ1800m（良） | 15    | 5     | 8     | 003.00（2人）   | 01着 | R1:54.8（37.7）     | -1.2 | 0浜中俊     | 54        | （ブロードハースト）   | 464         |
| 0000.05.04 | 京都   | 3歳500万下            |        | ダ1800m（稍） | 16    | 6     | 11    | 003.60（1人）   | 11着 | R1:56.1（42.4）     | -3.0 | 0浜中俊     | 54        | アッシェンプッテル     | 472         |
| 0000.06.08 | 阪神   | 3歳上1勝クラス        |        | ダ1800m（重） | 14    | 5     | 8     | 003.20（1人）   | 05着 | R1:52.9（37.2）     | -1.1 | 0和田竜二   | 52        | キコクイーン           | 466         |
| 0000.10.12 | 京都   | 3歳上1勝クラス        |        | ダ1800m（不） | 9     | 5     | 5     | 008.30（4人）   | 03着 | R1:52.0（38.3）     | -0.3 | 0北村友一   | 53        | ププッピドゥ           | 486         |
| 0000.11.10 | 京都   | 3歳上1勝クラス        |        | ダ1800m（良） | 12    | 5     | 5     | 005.70（3人）   | 06着 | R1:52.8（38.3）     | -1.1 | 0北村友一   | 53        | アドマイヤビーナス     | 472         |
| 0000.11.30 | 中京   | 3歳上1勝クラス        |        | ダ1800m（良） | 11    | 3     | 3     | 004.30（3人）   | 02着 | R1:56.5（37.1）     | -0.1 | 0西村淳也   | 52        | サツキサンダー         | 472         |
| 2020.02.29 | 中京   | 4歳上1勝クラス        |        | ダ1800m（良） | 9     | 7     | 7     | 002.80（2人）   | 02着 | R1:54.7（36.4）     | -0.3 | 0北村友一   | 54        | コスタネラ             | 472         |
| 0000.03.20 | 阪神   | 4歳上1勝クラス        |        | ダ1800m（良） | 5     | 4     | 4     | 001.40（1人）   | 01着 | R1:54.8（37.0）     | -0.0 | 0川田将雅   | 55        | （リーピングリーズン） | 470         |
| 0000.04.25 | 福島   | 尾瀬特別              | 2勝    | ダ1700m（良） | 15    | 7     | 12    | 012.00（4人）   | 04着 | R1:48.2（38.7）     | -0.4 | 0斎藤新     | 55        | スマートランウェイ     | 464         |
| 0000.08.01 | 新潟   | 麒麟山特別            | 2勝    | ダ1800m（稍） | 15    | 3     | 5     | 014.80（5人）   | 11着 | R1:53.5（38.9）     | -2.2 | 0北村友一   | 55        | ウインネプチューン     | 488         |
| 0000.09.05 | 小倉   | 天草特別              | 2勝    | ダ1700m（良） | 13    | 5     | 6     | 037.20（9人）   | 03着 | R1:45.8（35.7）     | -0.3 | 0北村友一   | 55        | アルコレーヌ           | 482         |
| 0000.09.26 | 中山   | 3歳上2勝クラス        |        | ダ1800m（重） | 16    | 6     | 11    | 008.70（4人）   | 02着 | R1:51.7（37.6）     | -0.0 | 0田辺裕信   | 55        | ダンツエリーゼ         | 480         |
| 0000.11.21 | 東京   | 西湖特別              | 2勝    | ダ1600m（良） | 16    | 1     | 1     | 005.20（3人）   | 01着 | R1:36.9（36.5）     | -0.7 | 0田辺裕信   | 55        | （シホノレジーナ）     | 472         |
| 0000.12.27 | 阪神   | フォーチュンC         | 3勝    | ダ1800m（良） | 16    | 3     | 6     | 004.00（1人）   | 02着 | R1:52.8（37.5）     | -0.0 | 0吉田隼人   | 52        | スズカフロンティア     | 472         |
| 2021.01.24 | 小倉   | 豊前S                 | 3勝    | ダ1700m（不） | 16    | 7     | 14    | 006.20（4人）   | 01着 | R1:42.3（35.6）     | -0.1 | 0斎藤新     | 53        | （ミステリオーソ）     | 468         |
| 0000.04.07 | 船橋   | マリーンC             | JpnIII | ダ1600m（稍） | 7     | 3     | 3     | 003.00（2人）   | 01着 | R1:38.4（36.6）     | -0.4 | 0川田将雅   | 55        | （マドラスチェック）   | 479         |
| 0000.07.08 | 川崎   | スパーキングレディーC | JpnIII | ダ1600m（重） | 9     | 5     | 5     | 002.00（1人）   | 06着 | R1:41.4（39.6）     | -2.4 | 0川田将雅   | 56        | サルサディオーネ       | 488         |
| 0000.10.08 | 大井   | レディスプレリュード  | JpnII  | ダ1800m（良） | 10    | 3     | 3     | 002.80（1人）   | 02着 | R1:53.1（36.2）     | -0.5 | 0川田将雅   | 55        | レーヌブランシュ       | 486         |
| 0000.11.03 | 金沢   | JBCレディスクラシック | JpnI   | ダ1500m（良） | 12    | 5     | 6     | 002.90（1人）   | 01着 | R1:32.1（36.1）     | -0.5 | 0川田将雅   | 55        | （マドラスチェック）   | 476         |
| 2022.01.26 | 大井   | TCK女王盃             | JpnIII | ダ1800m（良） | 12    | 8     | 12    | 002.80（1人）   | 01着 | R1:54.2（37.0）     | -0.0 | 0川田将雅   | 56        | （ショウナンナデシコ） | 472         |
| 0000.02.20 | 東京   | フェブラリーS         | GI     | ダ1600m（重） | 16    | 1     | 1     | 026.8（10人）   | 14着 | R1:35.6（35.3）     | -1.8 | 0C.ルメール | 55        | カフェファラオ         | 476         |

## 繁殖成績
|       | 馬名             | 生年   | 性 | 毛色 | 父           | 馬主 | 厩舎 | 戦績           |
| ----- | ---------------- | ------ | -- | ---- | ------------ | ---- | ---- | -------------- |
| 初仔  | テオレーマの2023 | 2023年 | 牡 | 鹿毛 | コントレイル |      |      | （デビュー前） |
| 2番仔 | テオレーマの2024 | 2024年 | 牝 | 鹿毛 | コントレイル |      |      |                |

- 2024年9月26日現在

## 血統表
| テオレーマの血統                               | テオレーマの血統                                       | テオレーマの血統                                       | （血統表の出典）                                       | （血統表の出典） |
| 父系                                           | サンデーサイレンス系                                   | サンデーサイレンス系                                   | サンデーサイレンス系                                   | [ § 2 ]          |
| 父 ジャスタウェイ 2009 鹿毛                    | 父の父ハーツクライ 2001 鹿毛                           | *サンデーサイレンス Sunday Silence                     | Halo                                                   | Halo             |
| 父 ジャスタウェイ 2009 鹿毛                    | 父の父ハーツクライ 2001 鹿毛                           | *サンデーサイレンス Sunday Silence                     | Wishing Well                                           |                  |
| 父 ジャスタウェイ 2009 鹿毛                    | 父の父ハーツクライ 2001 鹿毛                           | アイリッシュダンス                                     | *トニービン                                            | *トニービン      |
| 父 ジャスタウェイ 2009 鹿毛                    | 父の父ハーツクライ 2001 鹿毛                           | アイリッシュダンス                                     | *ビューパーダンス                                      |                  |
| 父 ジャスタウェイ 2009 鹿毛                    | 父の母シビル 1999 鹿毛                                 | Wild Again                                             | Icecapade                                              | Icecapade        |
| 父 ジャスタウェイ 2009 鹿毛                    | 父の母シビル 1999 鹿毛                                 | Wild Again                                             | Bushel-n-Pack                                          |                  |
| 父 ジャスタウェイ 2009 鹿毛                    | 父の母シビル 1999 鹿毛                                 | *シャロン Charon                                       | Mo Exception                                           | Mo Exception     |
| 父 ジャスタウェイ 2009 鹿毛                    | 父の母シビル 1999 鹿毛                                 | *シャロン Charon                                       | Double Wiggle                                          |                  |
| 母 *スターズアラインド Stars Aligned 2011 鹿毛 | 母の父Sea The Stars 2006 鹿毛                          | Cape Cross                                             | Green Desert                                           | Green Desert     |
| 母 *スターズアラインド Stars Aligned 2011 鹿毛 | 母の父Sea The Stars 2006 鹿毛                          | Cape Cross                                             | Park Appeal                                            |                  |
| 母 *スターズアラインド Stars Aligned 2011 鹿毛 | 母の父Sea The Stars 2006 鹿毛                          | Urban Sea                                              | Miswaki                                                | Miswaki          |
| 母 *スターズアラインド Stars Aligned 2011 鹿毛 | 母の父Sea The Stars 2006 鹿毛                          | Urban Sea                                              | Allegretta                                             |                  |
| 母 *スターズアラインド Stars Aligned 2011 鹿毛 | 母の母Senora Galilei 2003 鹿毛                         | Galileo                                                | Sadler's Wells                                         | Sadler's Wells   |
| 母 *スターズアラインド Stars Aligned 2011 鹿毛 | 母の母Senora Galilei 2003 鹿毛                         | Galileo                                                | Urban Sea                                              |                  |
| 母 *スターズアラインド Stars Aligned 2011 鹿毛 | 母の母Senora Galilei 2003 鹿毛                         | Speirbhean                                             | *デインヒル                                            | *デインヒル      |
| 母 *スターズアラインド Stars Aligned 2011 鹿毛 | 母の母Senora Galilei 2003 鹿毛                         | Speirbhean                                             | Saviour                                                |                  |
| 母系(F-No.)                                    | スターズアラインド(IRE)系(FN:1-f)                      | スターズアラインド(IRE)系(FN:1-f)                      | スターズアラインド(IRE)系(FN:1-f)                      | [ § 3 ]          |
| 5代内の近親交配                                | Urban Sea 3 × 4（母内） = 18.75%、Danzig 5 × 5 = 6.25% | Urban Sea 3 × 4（母内） = 18.75%、Danzig 5 × 5 = 6.25% | Urban Sea 3 × 4（母内） = 18.75%、Danzig 5 × 5 = 6.25% | [ § 4 ]          |
| 出典                                           | 1. 2. 3. 4.                                            | 1. 2. 3. 4.                                            | 1. 2. 3. 4.                                            | 1. 2. 3. 4.      |